# Rechodes fungosus latus
Rechodes fungosus latus es una subespecie de coleóptero de la familia Zopheridae.

## Distribución geográfica
Habita en Madagascar.